# Philadelphaceae
Philadelphaceae is een botanische naam, voor een familie van tweezaadlobbige planten. Een familie onder deze naam wordt zo af en toe erkend door systemen voor plantentaxonomie. Indertijd werd een dergelijke familie erkend door De Candolle (in de spelling Philadelpheae, en bestaande uit alleen Philadelphus), alwaar ze deel uitmaakte van de Calyciflorae.
Nu worden de betreffende planten ingedeeld in de familie Hydrangeaceae. De bekendste vertegenwoordiger zal de boerenjasmijn (Philadelphus coronarius) zijn.